# Verdensarvskandidater i Danmark
Der er fem steder i Danmark, der er optaget på UNESCOs liste over kandidater til verdensarv (tentativ liste over verdensarv). 
Desuden er der otte steder i det danske rige, der er godkendt som verdensarv. Den nuværende verdensarv er Jellingmonumenterne (1994), Roskilde Domkirke (1995), Kronborg (2000), Ilulissat Isfjord (2004), Stevns Klint (2014), den danske del af Vadehavet (2014), Christiansfeld (2015) samt Parforcejagtlandskabet i Nordsjælland (2015) . 

## Kandidater til verdensarv i Grønland
- Aasivissuit, Arnangarnup Qoorua (Grønlandske jagtområder i indlandet og ved kysten (Paradisdalen og Aasivissuit)) – optaget på listen den 29. januar 2003.
- Kirkeruinen ved Hvalsø, bispesædet ved Gardar og Erik den Rødes Brattahlíð (1000 års landbrug i Arktis – Et kulturlandskab præget af nordboer og inuiter – optaget på listen den 29. januar 2003.

## Kandidater til verdensarv i Jylland
- Christiansfeld – optaget på listen den 1. september 1993. Godkendt som verdensarv i 2015.
- Den danske del af Vadehavet – optaget på listen over kandidater den 29. januar 2003. Godkendt som verdensarv den 23. juni 2014.[1]
- Molerlandskab ved Limfjorden (Molerklinterne Hanklit og Knudeklint) – optaget på listen den 8. januar 2010.

## Kandidater til verdensarv på Sjælland
- Frederiksstaden med Amalienborg – optaget på listen den 1. september 1993.
- Stevns Klint – optaget på listen over kandidater den 8. januar 2010. Godkendt som verdensarv den 23. juni 2014.[1]
- Parforcejagtlandskabet i Nordsjælland – optaget på listen den 8. januar 2010. Godkendt som verdensarv i 2015.

## Kandidater til verdensarv i flere landsdele
- Vikingetidens Trelleborge (omfatter Trelleborg ved Slagelse, Aggersborg og Fyrkat, men ikke Nonnebakken) – optaget på listen den 8. januar 2010.